# Bryum leonii
Bryum leonii är en bladmossart som beskrevs av Thériot 1941. Bryum leonii ingår i släktet bryummossor, och familjen Bryaceae. Inga underarter finns listade i Catalogue of Life.